# Caproni Ca.44
Il Caproni Ca.44 fu un bombardiere trimotore biplano sviluppato dall'azienda italiana Aeronautica Caproni nei tardi anni dieci del XX secolo e prodotto, oltre che dalla stessa, da diverse aziende aeronautiche italiane su licenza.
Introdotto nelle fasi finali della prima guerra mondiale, rappresentava un'evoluzione della serie di biplani trimotori iniziata con il Ca.31. Designato Ca.5 dal Regio Esercito, il Ca.44 e le due varianti con differenti motori Ca.45 e Ca.46, trovarono un impiego bellico piuttosto limitato a causa delle difficoltà nella messa a punto dei propulsori e per la fine delle ostilità. Un piccolo lotto fu prodotto su licenza anche negli Stati Uniti d'America.

## Storia del progetto
Giovanni Battista "Gianni" Caproni, per aumentare la prestazioni dei suoi bombardieri trimotori, dopo la parentesi triplana del Ca.40, si dedicò a una riprogettazione del Ca.33 per ospitare i nuovi motori Fiat A.12 da 200 CV.
L'aereo, realizzato in legno rivestito in tela, manteneva la configurazione bitrave adottata a partire dal Ca.31. La corta fusoliera centrale conteneva il motore azionante un'elica spingente mentre le due travi di coda alloggiavano ciascuna un motore azionante un'elica traente ed erano montate sopra l'ala inferiore.
Nella carlinga centrale trovavano posto i 4 membri dell'equipaggio in abitacolo aperto. In posizione prodiera il mitragliere, dietro di lui i due piloti in posti affiancati. A poppa il meccanico/2º mitragliere. Questi, come già negli ultimi esemplari di Ca.32, disponeva di una torretta sopraelevata installata sopra il motore, soluzione che gli garantiva un'ampia visuale di 360 gradi. Nella torretta era in genere installata una sola mitragliatrice, talvolta ne venivano installate due o tre. Come i suoi predecessori era realizzato in legno rivestito in tela, tranne le superfici di controllo con struttura metallica. Il piano di coda era di tipo monoplano, con le derive montate sopra lo stabilizzatore. Le 3 derive, collegate, erano interamente mobili, tranne quella centrale con il bordo d'attacco fisso.
Rispetto al Ca.33 le ali vennero completamente ridisegnate, aumentandone larghezza ed apertura alare, la superficie alare passava così dai 95,64 m² del Ca.33 a 150,0 m². Venne introdotta una nuova fusoliera a sezione ovoidale.
Veniva abbandonata anche l'installazione a "torre" dei radiatori. Nei precedenti modelli dotati di motori con raffreddamento a liquido ogni radiatore era installato sul montate interalare più prossimo al motore a cui erano collegati. Con il Ca.44 vennero utilizzata una sistemazione più aerodinamica. Per i due motori alari, montati nella parte iniziale delle due travi di coda e azionanti eliche traenti, i radiatori erano installati subito dietro l'elica; per il motore centrale spingente, montato a poppa nella carlinga, il radiatore era montato nel muso.
Venne modificato anche il carrello, rimuovendo la coppia di ruote installate sotto il muso per ridurre i rischi di cappottamento.
Oltre ai motori Fiat sui velivoli di serie vennero montati, come per gli altri trimotori Caproni sia motori Isotta Fraschini che motori Liberty L-12. Questi ultimi, designati Ca.46, si ritrovarono così ad avere una potenza complessiva circa 5 volte quella disponibile sui primi esemplari di Ca.31, che avevano volato solo pochi anni prima.

### Produzione
Il primo prototipo volò nel marzo 1917 e dopo un primo ordine di 200 esemplari nell'aprile dello stesso anno, ma all'inizio del 1918 gli ordini complessivi erano lievitati fino a 3.900 esemplari, ordine poi ridotto a 3.650 esemplari, che dovevano essere realizzati da diverse ditte, consorziate all'interno della Società per lo Sviluppo dell'Aviazione in Italia (SSAI) secondo il seguente prospetto:
| Ditta               | Velivoli ordinati |
| ------------------- | ----------------- |
| Caproni             | 800               |
| Miani e Silvestri   | 900               |
| Breda               | 600               |
| Bastianelli         | 600               |
| Officine Reggiane   | 300               |
| San Giorgio Pistoia | 250               |
| Piaggio             | 200               |

Oltre a questi esemplari, l'interesse statunitense aveva condotto ad un ordine di 50 esemplari alla Standard Aircraft Company, licenziataria per la produzione in serie. Per agevolare l'avvio della industrializzazione due Ca.44 erano stati spediti via mare negli Stati Uniti nel settembre 1917.
In realtà la fine del conflitto e l'inaffidabilità iniziale mostrata dai motori Fiat A.12, fece sì che venisse realizzato poco più di un quinto del grandioso ordine di quello che doveva diventare la spina dorsale dei reparti da bombardamento della Intesa.
Prodotti fino al 1921 vennero realizzati 659 esemplari tra Ca.44, Ca.45 e Ca.46. 552 esemplari furono realizzati dalla Caproni e 102 dalla Breda. Altri 5 esemplari furono realizzati dalla Miani e Silvestri nel 1919.
Anche l'ordine statunitense subì una drastica riduzione, in seguito al ritardo nell'avvio della produzione (il primo esemplare statunitense volò il 4 luglio 1918) e all'annullamento degli investimenti per l'U.S. Army Air Service. Il numero di esemplari prodotti, tutti con motori Liberty L-12, oscilla tra 3 e 5. Tu:
- La Standard Aircraft Company realizzò due Ca.44 con motori Liberty. Uno degli aerei presentava una fusoliera a sezione rettangolare analoga a quella dei Ca.33.
- La Fischer realizzò da 1 a 3 Ca.46.

Anche la ditta francese  Robert Esnault-Pelterie (REP), che produceva già su licenza i biplani delle serie precedenti, s'interessò al nuovo velivolo. In un primo tempo non ottenne una licenza ma investì nella produzione italiana. Alla Francia vennero destinati i modelli con motore Isotta-Fraschini, designati Ca.45. Successivamente ottenne la licenza di produzione, ma il cessare delle ostilità fece sì che non venisse realizzato nessun Ca.44/Ca.45/Ca.46 francese.

## Impiego operativo
Nella fase iniziale l'impiego dei Ca.44 venne limitato dai pericolosi ritorni di fiamma dei motori Fiat, mentre gli esemplari destinati ad essere equipaggiati dagli Isotta Fraschini V.6 non erano ancora in servizio per ritardi nella messa a punto dei motori.
I primi Ca.44 vennero assegnati alla 1ª Squadriglia navale S.A. del maggiore Gabriele D'Annunzio, ma a causa dei persistenti problemi di messa a punto, il reparto non li utilizzò mai in operazioni. Prima ad impiegarli in servizio fu la 6ª Squadriglia che ricevette i primi 3 esemplari nell'agosto 1918, girando 3 suoi Ca.33 alla 4ª Squadriglia. Il battessimo del fuoco per un Ca.44 fu durante un'azione che aveva come obbiettivo il passo del Tonale. La 6ª Squadriglia fu l'unico reparto ad essere equipaggiato interamente con Ca.44/Ca.45. Ad utilizzarlo, assieme ai biplani delle serie precedenti, fu anche l'XI Gruppo di stanza a Ca' degli Oppi, presso Oppeano (VR).
A ricevere i Ca.44 fu anche il Northern Bombing Group, reparto statunitense formato da personale dell'United States Navy e United States Marine Corps dispiegato sul fronte occidentale nel nord della Francia e istruito da personale britannico. Le missioni di bombardamento, che consistevano nell'individuazione e distruzione degli U-Boot alla fonda nelle basi Kaiserliche Marine situate sulle coste belghe, videro i Ca.44 assegnati impiegati in una missione su Ostenda il 15 agosto 1918, tuttavia il suo utilizzo rimase complessivamente occasionale.
La 14ª Squadriglia transita dal mese di ottobre sui Ca.44 quando era impegnata sul Fronte occidentale in Francia.
Tra le azioni che videro comunque protagonista il Ca.44 ed i suoi equipaggi va ricordata quella del 27 ottobre 1918, poco prima della fine della guerra, in quanto vide la Medaglia d'oro al valor militare assegnata alla memoria di DeWitt Coleman, uno dei pochi stranieri a ricevere la più alta onorificenza militare italiana. Il velivolo della 6ª Squadriglia matricola 11669 era decollato dal Campo di aviazione di Verona-Tombetta per un'azione sul fronte di Vittorio Veneto. Ai comandi del Ca.44 De Witt e James Bahl, con a bordo Vincenzo Cutello e Tarcisio Cantarutti. Il velivolo venne intercettato ed abbattuto su Pergine Valsugana da una pattuglia di 5 caccia austriaci, tra i piloti Roman Schmidt ed Emmerich von Horvath.
La 15ª Squadriglia da bombardamento Caproni transita sui Ca.44 dal mese dopo il 4 novembre.
Dopo il conflitto il grosso biplano scomparve ben presto dai cieli italiani, venendogli preferito il più affidabile Ca.36. Alcuni esemplari vennero convertiti in aerei di linea. La variante civile venne inaugurata nel gennaio 1919 con un volo Roma-Milano. Pochi mesi dopo, l'agosto successivo, uno di questi velivoli, con a bordo soprattutto giornalisti, rimaneva coinvolto in un incidente aereo in cui perdevano la vita 17 persone, in quello che era il più grave incidente aereo dell'epoca.
Venne valutata anche la possibilità di rimotorizzare alcuni esemplari con gli SPA 6A da 200 CV, un più affidabile motore in linea raffreddato ad acqua.

### Raid Roma-Tokyo
Un Caproni Ca.5 faceva parte della squadra originaria destinata ad effettuare il raid Roma-Tokyo, che verrà completata da solo due equipaggi degli Ansaldo S.V.A., quello di Ferrarin e Capannini e quello di Masiero e Maretto. Il Ca.5, con l'equipaggio costituito dai due piloti Borello e Sala e dal motorista Sanità, era uno dei quattro trimotori Caproni, gli altri, due biplani Ca.33 ed un triplano Ca.4. I trimotori Caproni, più lenti, furono i primi velivoli a partire, nel periodo tra l'8 gennaio ed il 2 febbraio, ma ben presto saranno tutti costretti al ritiro. Lo stesso Giovanni Battista "Gianni" Caproni si era opposto all'uso dei suoi aerei per l'impresa, comprendendo che ben presto i grandi velivoli sarebbero stati messi a dura prova dall'operare su campi poco o nulla preparati e dalla impossibilità di effettuare una corretta manutenzione dei motori.

## Varianti e sviluppi
Nota: durante la prima guerra mondiale tutti questi velivoli erano designati Ca.5 dal Regio Esercito, mentre internamente alla ditta Caproni si distingueva tra i diversi modelli facendo riferimento alla potenza complessiva installata. Dopo la guerra Caproni adottò, retroattivamente, una nuova designazione univoca, qui adottata. 
- Ca.44: principale versione di serie, motorizzata con 3 motori in linea Fiat A.12, due in configurazione traente ed uno spingente, da 200 CV ciascuno. Questa serie era identificata all'interno della ditta come Caproni 600 hp. Successivamente vennero impiegati i più potenti motori A.12bis, gli aerei così equipaggiati vennero designati, internamente alla ditta, 600/900 hp.
- Ca.45: versione motorizzata con 3 motori a V Isotta Fraschini V.6 da 250 CV ciascuno. Designata internamente alla ditta come 600/750 hp, o semplicemente Caproni 750 hp. Era la variante destinata principalmente al servizio in Francia.

| Caproni Ca.45 (750 hp): dati tecnici che lo differenziano dalla versione Ca.44 |                                |
| ------------------------------------------------------------------------------ | ------------------------------ |
| Motori                                                                         | Isotta Fraschini V.6 da 250 CV |
| Peso a vuoto                                                                   | 3.000 kg                       |
| Peso massimo al decollo                                                        | 5.000 kg                       |
| Velocità massima                                                               | 160 km/h                       |
| Tangenza                                                                       | 4.200 m                        |

- Ca.46: versione motorizzata con 3 motori a V Liberty L-12, due in configurazione traente ed uno spingente, da 350 hp ciascuno per il Northern Bombing Group.[10]

| Caproni Ca.46: Dati tecnici che lo differenziano dalla versione Ca.44 |                        |
| --------------------------------------------------------------------- | ---------------------- |
| Motori                                                                | Liberty L-12 da 350 hp |
| Peso a vuoto                                                          | 3.500 kg               |
| Peso massimo al decollo                                               | 6.000 kg               |
| Velocità massima                                                      | 170 km/h               |
| Tangenza                                                              | 5.100 m                |

- Ca.47: variante idrovolante del Ca.44 realizzata in 10 esemplari. Anche indicata come I.Ca. Il primo esemplare volò nell'agosto 1917, i restanti esemplari di serie furono completati dalla Piaggio nel dopoguerra.
- Ca.50: variante aeroambulanza ricavata a partire dai modelli Ca.44.
- Ca.57 o Breda M-1: variante di linea per 8 passeggeri ricavata dai Ca.44. Primo volo gennaio 1919 da Milano a Roma in 4h e 30'.

## Utilizzatori
Italia
- Corpo Aeronautico Militare del Regio Esercito

 Stati Uniti
- United States Navy